# Anello Mu
L'Anello Mu è il più esterno anello di Urano conosciuto, posto a circa 97.734 km dal pianeta.
È stato scoperto dal Telescopio Spaziale Hubble con immagini riprese nel 2003 e la sua presenza è stata confermata con immagini del 2004 e dicembre 2005 riprese dallo stesso telescopio. La sua presenza è stata notata anche sulle immagini riprese dalla sonda spaziale Voyager 2 nel 1986, solo che allora non ci si era accorti della sua presenza perché l'anello è in una posizione molto distante dal pianeta, in una posizione dove non ci si sarebbe aspettati di trovarlo, ed inoltre è poco visibile quasi completamente trasparente.
Insieme all'Anello Nu forma il sistema di anelli esterno di Urano.
Gli scienziati suppongono che data la grande lontananza da Urano ed il movimento a spirale dell'anello dovrebbe far disperdere nello spazio tutti i suoi componenti e quindi la sua presenza indica che c'è una o più fonti di rifornimento continuo di materiale.

All'interno dell'anello orbita il satellite Mab ed è stato ipotizzato che sia questo satellite a rifornire di materiale l'anello mediante materiale sollevato da collisioni con meteoriti. Il materiale così contribuisce ad alimentare l'anello e adagio adagio si disperde nello spazio esterno e parte viene riassorbito dal satellite stesso durante il suo movimento orbitale. 

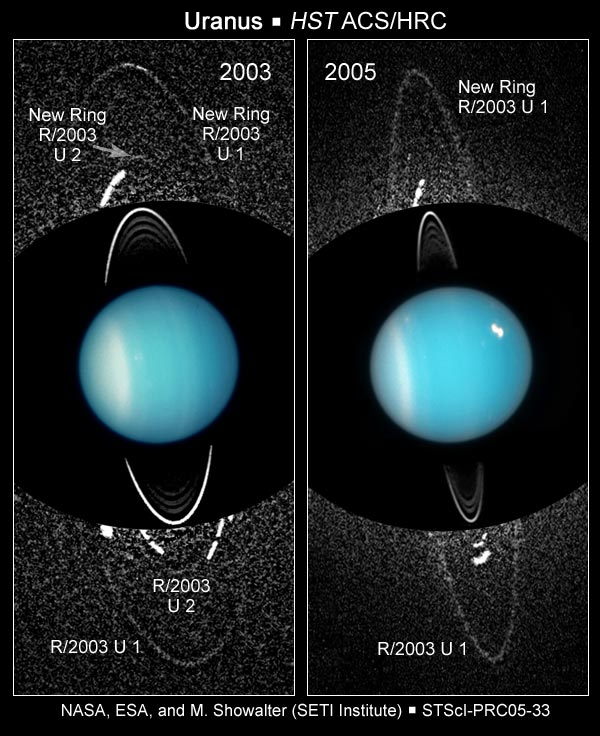
R/2003 U 1 e R/2003 U 2 ripresi a distanza di 2 anni. Nella seconda immagine gli anelli sono visti in modo più obliquo a causa del moto di Urano lungo la sua orbita